# 下维森
下维森是德国莱茵兰-普法尔茨州的一个市镇。总面积4.89平方公里，总人口616人，其中男性298人，女性318人（2011年12月31日），人口密度126人/平方公里。